# El Público (revista)
El Público fue una revista española dedicada al teatro creada en  1983 en Madrid y dependiente del Centro de Documentación Teatral dentro del Departamento Dramático del INAEM. Cubrió un importante capítulo de la dramaturgia española en la España de la segunda mitad del siglo xx, junto con Primer Acto (revista) y otras dos publicaciones especializadas y también desaparecidas, Pipirijaina y Yorick. Estuvo dirigida por Moisés Pérez Coterillo y su nombre fue un homenaje al drama homónimo escrito por Federico García Lorca en 1930. El Público desapareció en 1992.

## Historia
Revista de ámbito internacional, El Público se publicó en Madrid, apareciendo un total de 94 números entre 1983 y 1992; de ellos 76, hasta el final de 1989, fueron periódicos en blanco y negro con periodicidad mensual, con una continuación en 18 revistas en color de carácter bimestral.
Las estadísticas del Archivo Virtual de Artes Escénicas mencionan, en cifras aproximadas, seiscientos colaboradores (en el momento del cierre 71 personas conformaban la redacción de la revista), casi tres mil profesionales del mundo escénico y más de dos mil espectáculos reseñados y relacionados con un millar largo de compañías, a lo largo de sus 11.000 páginas. Por su valor histórico, el Centro de Documentación Teatral publicó en 2002 una edición en CDRom, diez años después de la desaparición de la revista, ocurrida como "manifestación de una determinada voluntad política", según señalaba su último editorial.